# IAEVG
Die IAEVG (International Association for Educational and Vocational Guidance) oder AIOSP (Association internationale d'orientation scolaire et professionelle) (deutsch: IVBBB – Internationale Vereinigung für Bildungs- und Berufsberatung) ist eine internationale Vereinigung professioneller Berufsberater. Sie sieht ihren Auftrag darin, sich dafür einzusetzen, dass alle Menschen, die Bildungs- und Berufsberatung benötigen und wünschen, diese von kompetenten und anerkannten Fachleuten erhalten. Dadurch will sie bessere Bildungs- und Berufsabschlüsse auf allen Ebenen zu fördern, auf Vielfalt und soziale Gerechtigkeit in Bildung und Arbeit hinwirken und in der Politik darauf hin zu arbeiten, einen Mindest-Qualitätsstandard der Beratungsdienste zu erreichen.

## Geschichte und Organisation
Die IAEVG wurde 1951 gegründet und hat 2010 ca. 16.000 Mitglieder in ca. 50 Ländern – meist Berufsberater, die im öffentlichen Dienst tätig sind. Akkreditiert ist sie bei der UNESCO und bei der ILO. Beziehungen unterhält sie u. a. zum National Board for Certified Counselors der USA (NBCC), mit dem gemeinsam Richtlinien zur Anerkennung Zertifizierung von Beratern entworfen wurden. Die IAEVG hält mindestens einmal im Jahr einen internationalen Kongress ab. Präsidentin ist Suzanne Bultheel (Frankreich).
Der deutsche Verband arbeitet eng mit der Bundesagentur für Arbeit zusammen, organisiert jedoch keine Arbeitsvermittler.

## Veröffentlichungen
- International Journal for Educational and Vocational Guidance (1979 bis 1999 unter dem Titel Educational and Vocational Guidance Bulletin) http://springerlink.metapress.com/content/1573-1782/